# Mauroniscus roberti
Mauroniscus roberti is een keversoort uit de familie Mauroniscidae. De wetenschappelijke naam van de soort is voor het eerst geldig gepubliceerd in 1911 door Bourgeois.